# 小行星8238
小行星8238（8238 Courbet）是一颗绕太阳运转的小行星，为主小行星带小行星。该小行星于1971年3月26日发现。

## 轨道参数
小行星8238的轨道半长轴为2.7906402 UA，离心率为0.170。